# العلاقات البريطانية الكويتية
العلاقات الكويتية البريطانية، هي العلاقات الخارجية بين الكويت وبريطانيا. وقد تمتعت الدولتان بعلاقة طويلة الأمد تميزت بتعاون وثيق في المجالات السياسية والاقتصادية والعسكرية. تاريخيًا، كانت الكويت محمية بريطانية منذ أواخر القرن التاسع عشر حتى عام 1961. وفي العصر الحديث، كانت بريطانيا من المساهمين الرئيسيين في التحالف الذي حرر الكويت خلال حرب الخليج عام 1991، وتحتفظ الدولتان اليوم بروابط تجارية قوية وشراكات دفاعية. كما يجري البلدان بانتظام زيارات رفيعة المستوى ومبادرات مشتركة، وقد شهد عام 2024 مرور 125 عامًا على إقامة العلاقات الدبلوماسية الرسمية بينهما.

## التاريخ

### التاريخ المبكر
يعود الاهتمام البريطاني بالكويت إلى القرن التاسع عشر، حينما سعت الإمبراطورية البريطانية إلى تأمين طرق التجارة والتصدي لتأثير القوى الأخرى في الخليج العربي. وخلال القرن التاسع عشر، كانت الكويت مشيخة تتمتع بحكم ذاتي اسميًّا تحت السيادة العثمانية، لكنها جذبت الانتباه البريطاني بسبب مينائها وموقعها الاستراتيجي. وبحلول أواخر تسعينيات القرن التاسع عشر، شعرت بريطانيا بالقلق من الخطط العثمانية والألمانية (مثل مشروع خط سكة حديد برلين-بغداد المقترحة) ورأت في الكويت أهمية استراتيجية. وقد تُوج ذلك بالاتفاقية الأنجلو-كويتية 1899، وهي معاهدة سرية وقعها الشيخ مبارك الصباح والمندوب البريطاني الكولونيل مالكولم ميد. وبموجب هذه الاتفاقية، وافق حاكم الكويت على عدم التنازل عن أي أرض أو استقبال أي ممثلين أجانب دون موافقة بريطانيا، مما وضع الكويت فعليًا تحت الحماية البريطانية مقابل إعانة مالية سنوية وضمانات أمنية.

### الكويت البريطانية
عقب اتفاقية 1899، أصبحت الكويت تحت وضع الحماية غير الرسمية لبريطانيا، حيث تولت الأخيرة إدارة شؤونها الخارجية وتقديم الدعم الدفاعي. وفي عام 1903، أنشأت بريطانيا مكتبًا سياسيًا في الكويت، ثم جاءت الاتفاقية الأنجلو–كويتية لعام 1907 لتعزيز الترتيبات القائمة. وأكد الاعتراف العثماني المبدئي باستقلالية الكويت عام 1913 (عبر اتفاقية أنجلو–عثمانية غير مُصدّق عليها) وضع الكويت الخاص، لكن مع اندلاع الحرب العالمية الأولى أعلنت بريطانيا الكويت مشيخة مستقلة تحت حمايتها. كما ساعدت بريطانيا في تحديد حدود الكويت، إذ وقعت اتفاقًا مع عبد العزيز آل سعود عام 1915 لترسيم الحدود السعودية الكويتية (مع بقاء الترسيم النهائي غير محسوم).
وخلال النصف الأول من القرن العشرين، كانت سياسة الكويت الأمنية والخارجية تحت الإشراف البريطاني. وزادت الثروة النفطية للكويت (بعد تأسيس شركة نفط الكويت عام 1934 من قبل شركة BP وشركة قلف أويل) من أهميتها بالنسبة لبريطانيا. وشهدت تلك الفترة بعض التحديات لوضع الكويت، أبرزها في عام 1938، حين طالب ملك العراق غازي الأول وعدد من القوميين العراقيين بضم الكويت، مما أثار اضطرابات جرى احتواؤها بدعم بريطاني. وبعد الحرب العالمية الثانية، أبدت بريطانيا نيتها تقليص التزاماتها المباشرة شرق السويس، وتم وضع خطط لاستقلال الكويت. وفي 19 يونيو 1961، أصبحت دولة الكويت مستقلة بالكامل، حيث تم إنهاء معاهدة 1899 بالتراضي. وبذلك انتهى أكثر من 60 عامًا من الإشراف الحمائي البريطاني على الكويت.

### الكويت والمملكة المتحدة بعد الاستقلال

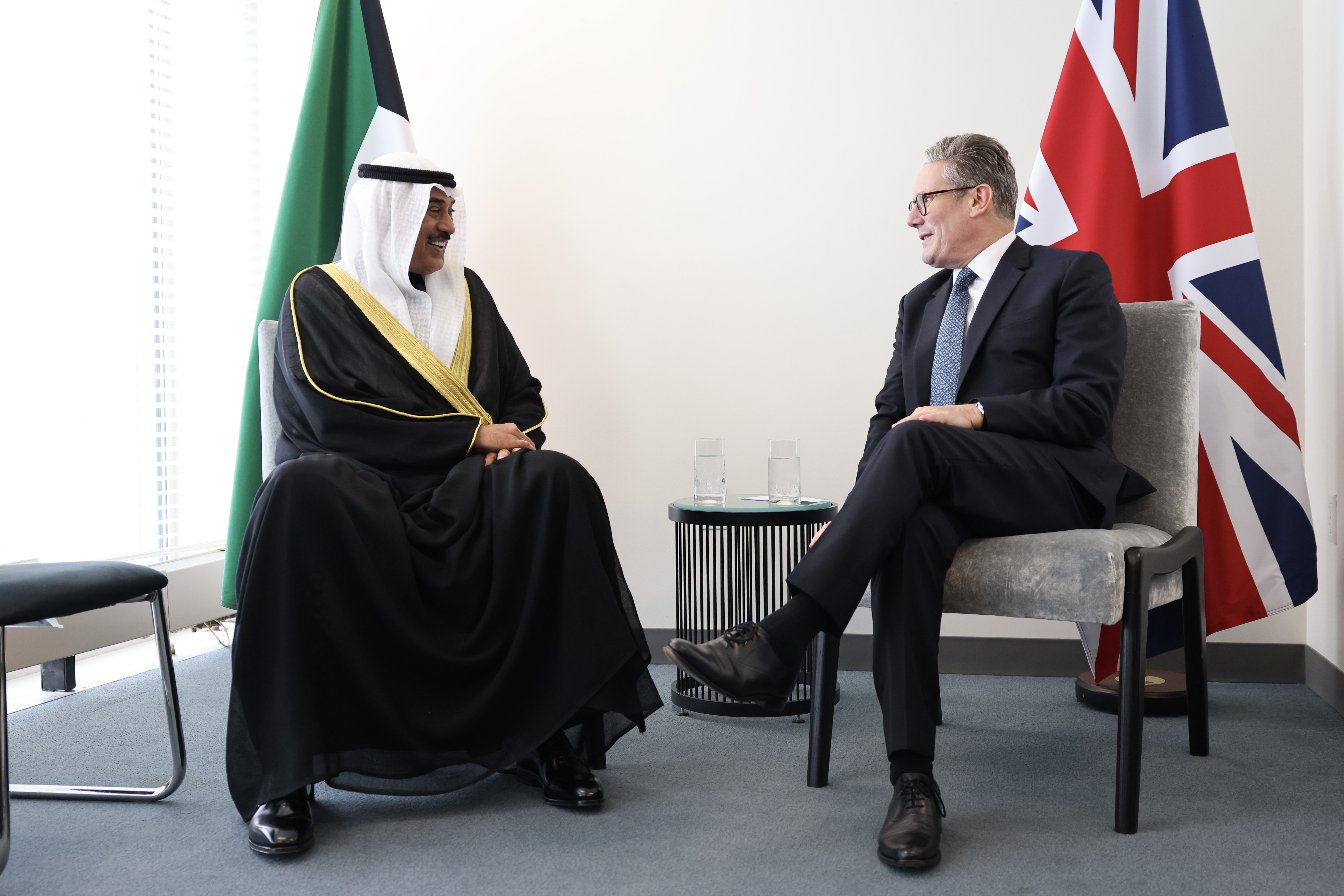
ولي العهد الكويتي صباح خالد الحمد الصباح مع رئيس وزراء المملكة المتحدة كير ستارمر في الجمعية العامة للأمم المتحدة في مدينة نيويورك، سبتمبر 2024.

بعد فترة قصيرة من استقلالها عام 1961، واجهت الكويت تهديدًا مباشرًا حينما أعلن زعيم العراق عبد الكريم قاسم أن الكويت جزء من العراق. وردًا على ذلك، فعّلت الكويت اتفاقها الدفاعي مع بريطانيا. فأطلقت المملكة المتحدة عملية فانتاج في يونيو 1961، حيث قامت بنقل القوات جوًا إلى الكويت بطلب من الأمير لردع أي عدوان عراقي محتمل. وقد ساعد الانتشار السريع للقوات البريطانية على تأمين سيادة الكويت حتى تمكنت قوات من جامعة الدول العربية من تولي مهمة حفظ السلام في وقت لاحق من ذلك العام. وفي العقود التالية، حافظت الكويت وبريطانيا على صداقة وثيقة. وكانت بريطانيا من أوائل الدول التي أقامت علاقات دبلوماسية كاملة، حيث افتتحت الكويت سفارتها في لندن أواخر عام 1961. وخلال ستينيات وسبعينيات القرن العشرين، حلت الولايات المتحدة محل بريطانيا كالقوة الحامية الرئيسية لدول الخليج العربي.
وتجلت روابط الكويت مع بريطانيا بأوضح صورها خلال حرب الخليج (1990–1991) عقب غزو العراق للكويت. فقد كانت بريطانيا عضوًا رئيسيًا في التحالف الدولي الذي تشكّل لمساعدة الكويت؛ إذ شارك نحو 35,000 جندي بريطاني في حملة تحرير الكويت عام 1991، وهي أكبر عملية انتشار للقوات البريطانية منذ الحرب العالمية الثانية. وبعد التحرير، عمّق البلدان تعاونهما. وحافظت القيادة الكويتية على انخراط دبلوماسي قوي مع لندن، وفي عام 2012 قام أمير الكويت الشيخ صباح الأحمد الجابر الصباح بزيارة دولة إلى بريطانيا، وألقى خطابًا أمام مجلسي البرلمان البريطاني خلال زيارته. وفي العام نفسه، شكّلت الحكومتان مجموعة التوجيه المشتركة لتوسيع التعاون، وهي آلية استمرت حتى عقد العشرينيات من القرن الحادي والعشرين. وبحلول عام 2023، ارتقى البلدان بحوارهما إلى إطار شراكة استراتيجية، حيث عقدا أول حوار استراتيجي للتنسيق في مجالات الدفاع والأمن والتجارة والعلاقات الثقافية. وفي يناير 2024، احتفل البلدان بمرور 125 عامًا على الصداقة والروابط الرسمية بينهما.

## العلاقات الاقتصادية
العلاقات الاقتصادية بين الكويت والمملكة المتحدة قوية ومتجذرة في صناعة النفط إضافةً إلى التجارة والاستثمار. وقد شكّل النفط ركيزة أساسية منذ زمن طويل؛ إذ تأسست شركة نفط الكويت عام 1934 كمشروع مشترك بين شركة أنجلو–برسيان (بريتيش بتروليوم) وشركة قلف أويل، مما منح المصالح البريطانية دورًا بارزًا في قطاع النفط الكويتي. وفي العصر الحديث، شهدت التجارة الثنائية نموًا كبيرًا؛ فقد بلغ إجمالي التجارة في السلع والخدمات بين المملكة المتحدة والكويت 6 مليارات جنيه إسترليني في عام 2023، مما جعل الكويت واحدة من بين أهم 50 شريكًا تجاريًا للمملكة المتحدة. وتتمثل الصادرات الكويتية إلى بريطانيا أساسًا في النفط ومنتجات البترول المكررة، بينما تصدر بريطانيا إلى الكويت مجموعة متنوعة من السلع تشمل السيارات، والآلات الصناعية، والأدوية، والمواد الغذائية.
ويُشكّل الاستثمار ركيزة أساسية في العلاقة الاقتصادية بين البلدين. فقد كانت الكويت مستثمرًا رئيسيًا في المملكة المتحدة لعقود؛ ومن أبرز الأمثلة الهيئة العامة للاستثمار في لندن (الذراع الخارجية للصندوق السيادي الكويتي) الذي تأسس عام 1953، ومَوَّل منذ ذلك الحين مشروعات كبيرة في بريطانيا. وقد عززت الاستثمارات السيادية الكويتية في العقارات والبنية التحتية والشركات البريطانية الروابط المالية وجعلت من الكويت مستثمرًا مهمًا في الاقتصاد البريطاني. وعلى الجانب الآخر، تنشط الشركات والمؤسسات المالية البريطانية في الكويت، مقدمةً خبراتها في مجالات مثل الاستشارات، والخدمات المصرفية، وخدمات الطاقة. وسعت الحكومتان إلى تعزيز التعاون الاقتصادي أكثر؛ فعلى سبيل المثال، وقّعت المملكة المتحدة والكويت في أغسطس 2023 اتفاقية شراكة استثمارية جديدة لتسهيل الاستثمارات الكويتية في قطاعات بريطانية ذات أولوية، مثل التعليم، والطاقة المتجددة، وعلوم الحياة، والتكنولوجيا.
بالإضافة إلى ذلك، تسعى المملكة المتحدة إلى إبرام اتفاقية تجارة حرة مع مجلس التعاون لدول الخليج العربية (الذي تعد الكويت عضوًا فيه) بهدف زيادة تدفقات التجارة. وقد أُطلقت مفاوضات اتفاقية التجارة الحرة بين مجلس التعاون الخليجي والمملكة المتحدة عام 2022، وما تزال جارية حتى الآن.

## العلاقات العسكرية
أدّت المملكة المتحدة دورًا حاسمًا في تحرير الكويت خلال حرب الخليج عام 1991، إذ ساهمت بنحو 35,000 جندي ضمن التحالف الذي طرد القوات العراقية المحتلة. كما استخدمت القوات المسلحة البريطانية قواعد في الكويت خلال تسعينيات القرن العشرين (لتنفيذ مناطق حظر الطيران فوق جنوب العراق) وأثناء حرب العراق عام 2003، مما أبرز أهمية الكويت كحليف استراتيجي في المنطقة. وفي الوقت الراهن، يواصل البلدان التعاون الوثيق في مجالي الدفاع والأمن؛ إذ تُجري المملكة المتحدة والكويت بانتظام تدريبات عسكرية مشتركة – مثل مناورات محارب الصحراء المتكررة في الكويت – بهدف تحسين القدرة على العمل المشترك ورفع الجاهزية القتالية بين الجيش الكويتي ووحدات الجيش البريطاني. كما تُعقد حوارات دفاعية رفيعة المستوى بشكل دوري – بما في ذلك مجموعة التوجيه المشتركة السنوية والمشاورات الاستراتيجية – للتنسيق في قضايا مثل الأمن البحري، ومكافحة الإرهاب، والأمن السيبراني.
وتوجد أيضًا برامج للتدريب والتبادل؛ فاعتبارًا من أواخر عام 2022، كان عدد من العسكريين الكويتيين متمركزين في المملكة المتحدة في أدوار تنسيق وحضور دورات تدريبية قصيرة الأجل في الأكاديميات والمؤسسات العسكرية البريطانية. وتقدم المملكة المتحدة المساعدة التدريبية والتعليمية للضباط الكويتيين، في امتداد لتقليد طويل (إذ درس العديد من الضباط الكويتيين، بمن فيهم أفراد من الأسرة الحاكمة، في الكليات العسكرية البريطانية). ومن جانبها، اشترت الكويت معدات دفاعية بريطانية وأوروبية، مثل مقاتلات يوروفايتر تايفون (وهو مشروع تشارك فيه شركة بي أيه إي سيستمز البريطانية) لتحديث سلاحها الجوي.

## البعثات الدبلوماسية
- للكويت سفارة في لندن.
- وللمملكة المتحدة سفارة في مدينة الكويت.

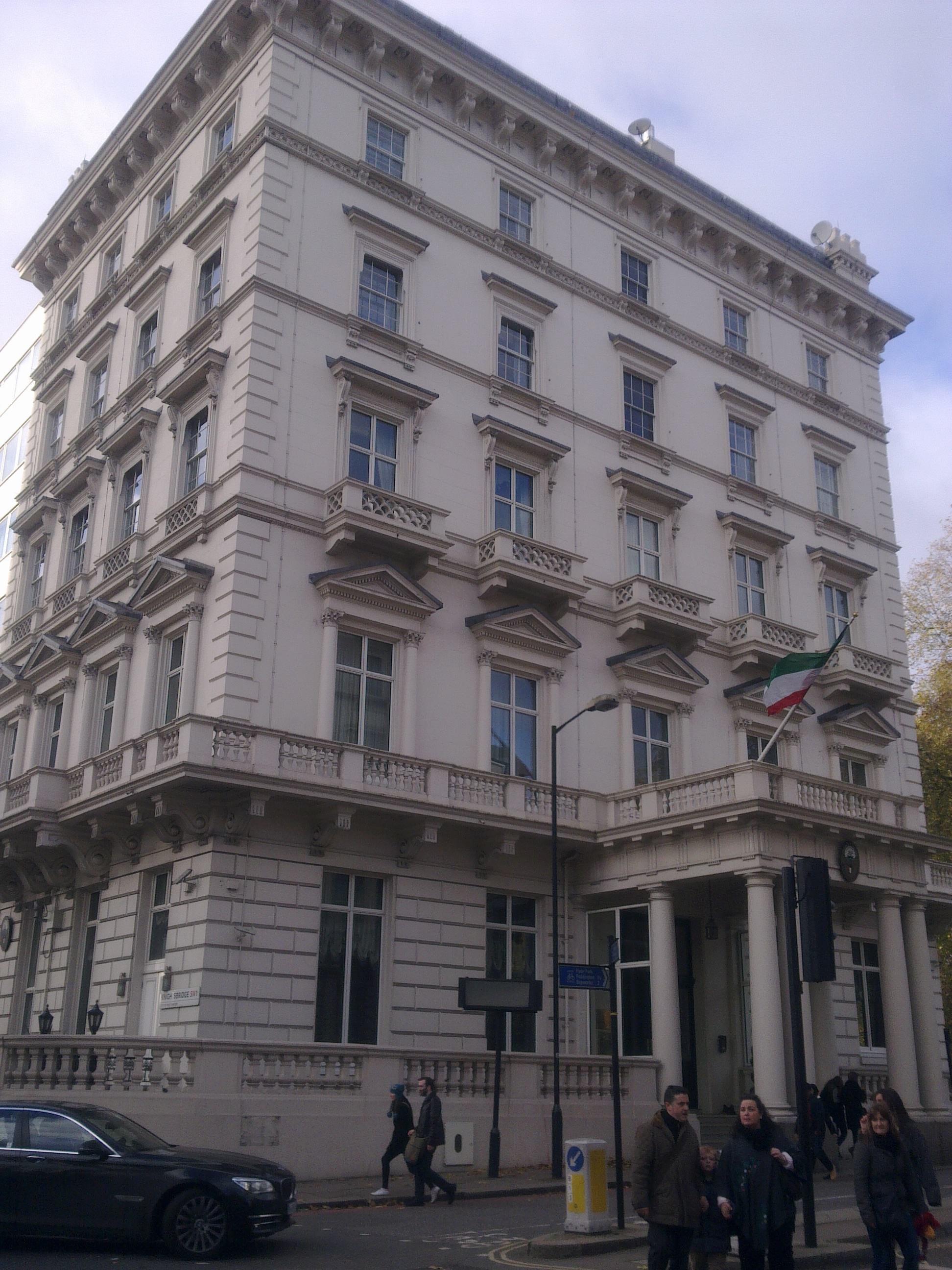
السفارة الكويتية في لندن